# David Shoenberg
David Shoenberg, MBE FRS, (São Petersburgo, 4 de janeiro de 1911 — 10 de março de 2004) foi um físico britânico.